# Liste der Bistümer der Church of England

Diözesen der Church of England
▉ Provinz von Canterbury
▉ Provinz von York
(Interaktive Karte)

Die Church of England erstreckt sich über zwei Kirchenprovinzen, nämlich Canterbury und York, welche zusammen 42 Diözesen umfassen.
| Diözese (Bischof)                                                     | Provinz    | Territorium | Suffraganbistum                                  | Kathedralkirche                                        | Gründungsdatum                                                                       | Wappen |
| --------------------------------------------------------------------- | ---------- | --- | ------------------------------------------------ | ------------------------------------------------------ | ------------------------------------------------------------------------------------ | ------ |
| Bath und Wells (Bischof von Bath und Wells)                           | Canterbury | Somerset | Taunton                                          | Wells Cathedral                                        | 909                                                                                  |        |
| Birmingham (Bischof von Birmingham)                                   | Canterbury | West Midlands (Metropolitan County) (ohne Coventry, Walsall und Wolverhampton), North Warwickshire                                                                                     | Aston                                            | Birmingham Cathedral                                   | 13. Januar 1905 (von Worcester)                                                      |        |
| Blackburn (Bischof von Blackburn)                                     | York       | Lancashire (ohne West Lancashire und ein Teil des Ribble Valley) | Lancaster, Burnley                               | Blackburn Cathedral                                    | 12. November 1926 (von Manchester)                                                   |        |
| Bristol (Bischof von Bristol)                                         | Canterbury | Bristol, South Gloucestershire, ein Teil von North Wiltshire und Swindon | Swindon                                          | Bristol Cathedral                                      | 4. Juni 1542 (nicht besetzt 1836–1897)                                               |        |
| Canterbury (Erzbischof von Canterbury)                                | Canterbury | Ost-Kent | Ebbsfleet, Richborough, Dover, Maidstone         | Canterbury Cathedral                                   | 597                                                                                  |        |
| Carlisle (Bischof von Carlisle)                                       | York       | Cumbria | Penrith                                          | Carlisle Cathedral                                     | 1133                                                                                 |        |
| Chelmsford (Bischof von Chelmsford)                                   | Canterbury | Essex (Essex und die Londoner Boroughs Waltham Forest, Redbridge, Havering, Newham und Barking)                                                                                        | Barking, Colchester                              | Kathedrale von Chelmsford                              | 23. Januar 1914 (von St. Albans)                                                     |        |
| Chester (Bischof von Chester)                                         | York       | Cheshire (ohne Nord-Warrington), Metropolitan Borough of Wirral und der größte Teil von Stockport                                                                                      | Stockport, Birkenhead                            | Chester Cathedral                                      | 4. August 1541                                                                       |        |
| Chichester (Bischof von Chichester)                                   | Canterbury | Sussex | Horsham, Lewes                                   | Kathedrale von Chichester                              | 681 (in Selsey; in Chichester seit 1075)                                             |        |
| Coventry (Bischof von Coventry)                                       | Canterbury | Coventry, Warwickshire (ohne North Warwickshire) | Warwick                                          | Coventry Cathedral                                     | 1102 (nicht besetzt 1539–1918)                                                       |        |
| Derby (Bischof von Derby)                                             | Canterbury | Derbyshire | Repton                                           | Derby Cathedral                                        | 7. Juli 1927 (von Southwell)                                                         |        |
| Durham (Bischof von Durham)                                           | York       | County Durham (ohne Teesdale), Tyne and Wear südlich des River Tyne | Jarrow                                           | Durham Cathedral                                       | 635 (auf Lindisfarne; in Durham seit 995)                                            |        |
| Ely (Bischof von Ely)                                                 | Canterbury | Cambridgeshire (ohne Soke of Peterborough) und West Norfolk | Brixworth, Huntingdon                            | Ely Cathedral                                          | 21. November 1108                                                                    |        |
| Exeter (Bischof von Exeter)                                           | Canterbury | Devon | Crediton, Plymouth                               | Kathedrale St. Peter (Exeter)                          | 905 (in Tawton; ohne Sitz um 909–1050; in Exeter seit 1050)                          |        |
| Diözese in Europa (Bischof in Europa)                                 | Canterbury | Kontinentaleuropa, Marokko, die Staaten der ehemaligen Sowjetunion und die Türkei | Suffragan Bischof in Europa                      | Gibraltar Cathedral                                    | 29. September 1842 (Diözese von Gibraltar) Juli 1980 (Diözese in Europa)             |        |
| Gloucester (Bischof von Gloucester)                                   | Canterbury | Gloucestershire (ohne South Gloucestershire) | Tewkesbury                                       | Gloucester Cathedral                                   | 3. September 1541                                                                    |        |
| Guildford (Bischof von Guildford)                                     | Canterbury | Surrey (ohne Tundridge, Spelthorne und ein Teil von East Hampshire) | Dorking                                          | Guildford Cathedral                                    | 1. Mai 1927 (von Winchester)                                                         |        |
| Hereford (Bischof von Hereford)                                       | Canterbury | Herefordshire und Südwest-Shropshire | Ludlow                                           | Hereford Cathedral                                     | 676                                                                                  |        |
| Leeds (Bischof von Leeds)                                             | York       | West Yorkshire und die Dales | Ripon, Wakefield, Kirkstall                      | Bradford Cathedral Ripon Cathedral Wakefield Cathedral | 2013                                                                                 |        |
| Leicester (Bischof von Leicester)                                     | Canterbury | Leicestershire | Loughborough                                     | Leicester Cathedral                                    | 681 (nicht vergeben von 878 bis 1927)                                                |        |
| Lichfield (Bischof von Lichfield)                                     | Canterbury | Staffordshire, Walsall, Wolverhampton, Nordost-Shropshire | Stafford, Shrewsbury                             | Lichfield Cathedral                                    | 656 (in Repton; in Lichfield 669–1075; Neugründung 1228)                             |        |
| Lincoln (Bischof von Lincoln)                                         | Canterbury | Die zeremonielle Grafschaft und die nicht dazu gehörigen Teile von Lincolnshire und die Gebiete der so genannten Unitary Authority von North Lincolnshire und North East Lincolnshire. | Grantham, Grimsby                                | Kathedrale von Lincoln                                 | 678 (in Lindsey; in Lincoln gegründet 1072; vermutlich schon vor 314 erste Gründung) |        |
| Liverpool (Bischof von Liverpool)                                     | York       | Merseyside (ohne Wirral), Warrington, West Lancashire | Warrington                                       | Liverpool Cathedral                                    | 9. April 1880 (von Chester)                                                          |        |
| London (Bischof von London)                                           | Canterbury | Middlesex | Fulham, Stepney, Kensington, Willesden, Edmonton | St Paul’s Cathedral                                    | 604 (vermutl. schon vor 314)                                                         |        |
| Manchester (Bischof von Manchester)                                   | York       | Greater Manchester (ohne den Hauptteil von Stockport) | Middleton, Bolton, Hulme                         | Kathedrale von Manchester                              | 1. September 1847 (von Chester)                                                      |        |
| Newcastle (Bischof von Newcastle)                                     | York       | Northumberland, Tyne and Wear nördlich des River Tyne | Berwick                                          | Newcastle Cathedral                                    | 23. Mai 1882 (von Durham)                                                            |        |
| Norwich (Bischof von Norwich)                                         | Canterbury | Norfolk | Lynn, Thetford                                   | Kathedrale von Norwich                                 | 631 (zu Dunwich; in Norwich seit 1094)                                               |        |
| Oxford (Bischof von Oxford)                                           | Canterbury | Oxfordshire, Buckinghamshire und Berkshire | Reading, Buckingham, Dorchester                  | Kathedrale von Oxford                                  | 1. September 1542                                                                    |        |
| Peterborough (Bischof von Peterborough)                               | Canterbury | Soke of Peterborough, Northamptonshire und Rutland | Brixworth                                        | Kathedrale von Peterborough                            | 4. September 1541                                                                    |        |
| Portsmouth (Bischof von Portsmouth)                                   | Canterbury | Südost-Hampshire und die Isle of Wight |                                                  | Portsmouth Cathedral                                   | 1. Mai 1927 (von Winchester)                                                         |        |
| Rochester (Bischof von Rochester)                                     | Canterbury | West-Kent, Bexley und Bromley | Tonbridge                                        | Rochester Cathedral                                    | 604                                                                                  |        |
| St. Albans (Bischof von St. Albans)                                   | Canterbury | Hertfordshire (ohne einen Teil von Broxbourne), Bedfordshire und einen Teil von Barnet                                                                                                 | Bedford, Hertford                                | Abtei von St Albans                                    | 4. Mai 1877 (von Rochester)                                                          |        |
| St. Edmundsbury und Ipswich (Bischof von St. Edmundsbury und Ipswich) | Canterbury | Suffolk | Dunwich                                          | St. Edmundsbury Cathedral                              | 23. Januar 1914 (von Ely und Norwich)                                                |        |
| Salisbury (Bischof von Salisbury)                                     | Canterbury | Wiltshire (ohne Swindon und einen Teil von Nord-Wiltshire) und Dorset | Ramsbury, Sherborne                              | Kathedrale von Salisbury                               | 705 (in Sherborne; in Salisbury seit 1078)                                           |        |
| Sheffield (Bischof von Sheffield)                                     | York       | Sheffield, Rotherham und Doncaster | Doncaster                                        | Sheffield Cathedral                                    | 23. Januar 1914 (von York)                                                           |        |
| Sodor und Man (Bischof von Sodor und Man)                             | York       | Isle of Man |                                                  | Peel Cathedral                                         | 1154 (ursprünglich)                                                                  |        |
| Southwark (Bischof von Southwark)                                     | Canterbury | Greater London südlich der Themse (ohne die Londoner Boroughs Bexley und Bromley) sowie Tundridge                                                                                      | Woolwich, Croydon, Kingston upon Thames          | Southwark Cathedral                                    | 1. Mai 1905 (von Rochester)                                                          |        |
| Southwell und Nottingham (Bischof von Southwell und Nottingham)       | York       | Nottinghamshire | Sherwood                                         | Southwell Minster                                      | 5. Februar 1884 (von Lichfield & Lincoln)                                            |        |
| Truro (Bischof von Truro)                                             | Canterbury | Cornwall | St Germans                                       | Truro Cathedral                                        | 15. Dezember 1876 (von Exeter)                                                       |        |
| Winchester (Bischof von Winchester)                                   | Canterbury | Nord- und West-Hampshire, Southampton und die Kanalinseln | Basingstoke, Southampton                         | Kathedrale von Winchester                              | 634 (zu Dorchester; zu Winchester seit 660)                                          |        |
| Worcester (Bischof von Worcester)                                     | Canterbury | Worcestershire | Dudley                                           | Kathedrale von Worcester                               | 680                                                                                  |        |
| York (Erzbischof von York)                                            | York       | York, East Riding of Yorkshire, Kingston upon Hull und Ost-North Yorkshire | Beverley, Whitby, Selby, Hull                    | York Minster                                           | 626 (evtl. vor 314)                                                                  |        |